# Opeth
Opeth (Опет) шведски је прогресивни метал/рок бенд из Стокхолма, основана 1989. од стране главног вокалисте Давида Исберга. Група је прошла кроз неколико кадровских промена, укључујући и чланова из оригиналне поставе; Исберг напушта 1992. Микаел Окерфелт је фронтмен и примарни текстописац након Исберговог одступања из бенда. Музика Opeth-а укључује прогресивне, фолк, блуз, класичне и џез утицаје у њихове уобичајене дугометражне композиције, као и јаке утицаје из дет метала, који су присутни у ранијим радовима. Већина песама садржи пасаже свиране акустичном гитаром, јаке динамичне смене, и growl вокале. Такође су препознатљиви по коришћењу Mellotron-а у њиховим радовима. Група је ретко организовала уживо наступе ради промовисања првих четири албума, а након албума Blackwater Park, издатог 2001. године, група је организовала и водила неколико светских турнеја.
Opeth је, до сада, издао 13 студијских албума, четири уживо ДВД-а, четири уживо албума (три која су заједно са ДВД-ом) и два компилациона албума. Први студијски албум Orchid је издат 1995. године. Иако је њихов осми студијски албум Ghost Reveries био прилично популаран у САД, Opeth је тек остварио амерички комерцијални успех издањем деветог студијског албума Watershed, која је достигао 23. место на топ-листи Billboard 200 и на сами врх финске листе албума у првој недељи. До новембра 2009, њихова издања су продата у количини од 1,5 милиона албума и ДВД издања широм света.

## Дискографија
- Orchid (1995)
- Morningrise (1996)
- My Arms, Your Hearse (1998)
- Still Life (1999)
- Blackwater Park (2001)
- Deliverance (2002)
- Damnation (2003)
- Ghost Reveries (2005)
- Watershed (2008)
- Heritage (2011)
- Pale Communion (2014)
- Sorceress (2016)
- In Cauda Venenum (2019)
- The Last Will and Testament (2024)